# کشاورزی در ایران

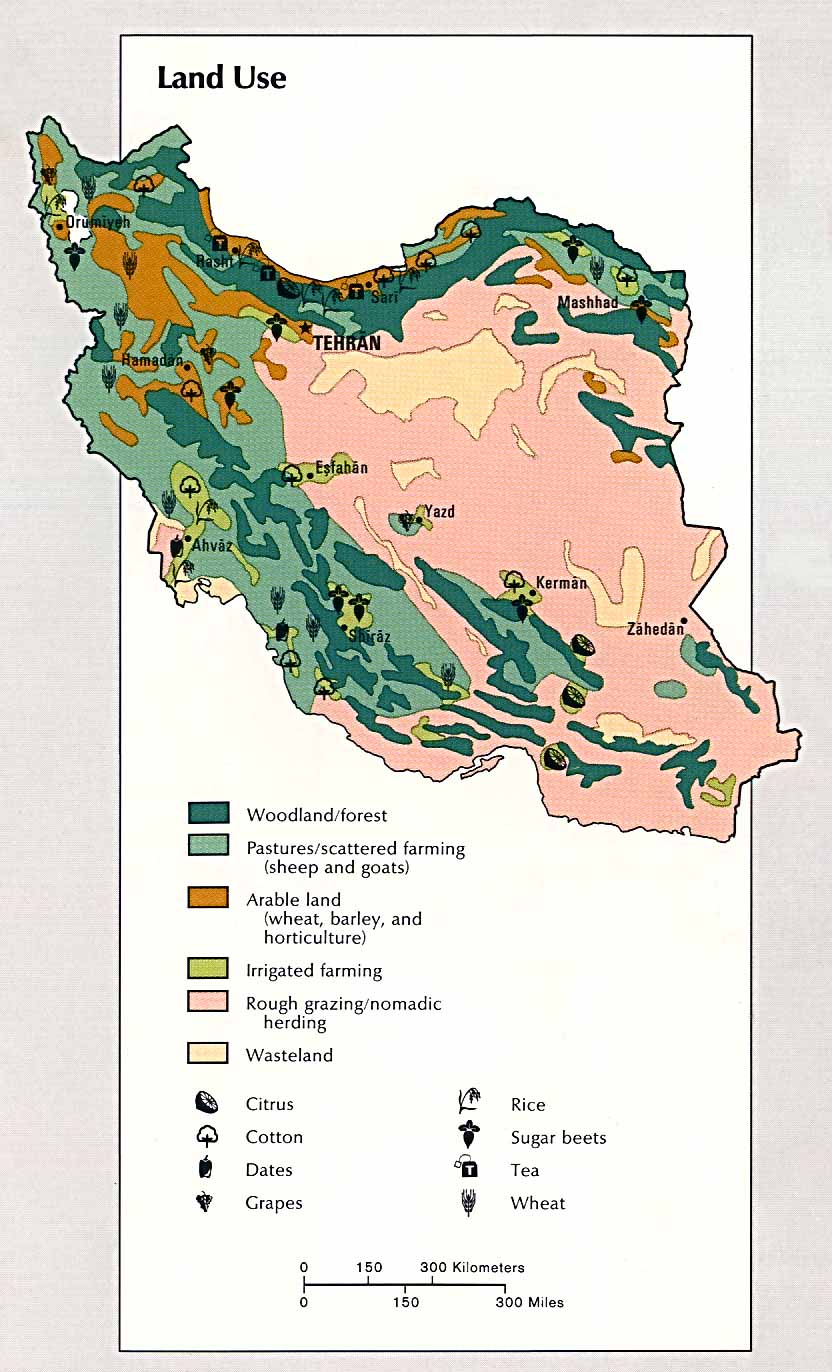
استفاده زمین در ایران

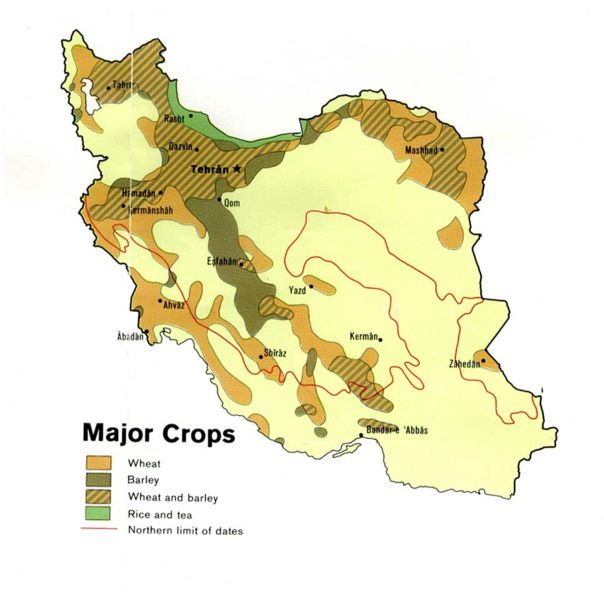
عمده زمین‌های زراعی در ایران

کشاورزی در ایران بخشی مهم و اقتصاد کشاورزی بخش چشمگیری از اقتصاد این کشور را می‌سازد. ایران از نخستین سرزمین‌هایی است که کشاورزی در آن پدیدار گردید. برخی مهاجرت‌های باستانی به این کشور نیز، به دلیل یافتن زمین‌های بهتر برای کشاورزی بوده است. بر پایهٔ آمار رسمی در سال ۱۴۰۰، ۱۷٫۶ درصد از نیروی کار ایرانی در بخش کشاورزی مشغول هستند. بر همین پایه، سهم ارزش افزودهٔ بخش کشاورزی به قیمت ثابت در ایران، ۶ درصد است که شامل ۷۱٪ کشت و باغداری، ۲۴٪ دامداری، ۴٪ بخش آبزیان و ۱٪ جنگل‌داری می‌شود.
نزدیک به یک‌سوم زمین‌های ایران، قابلیت کشاورزی را دارند، اما به دلیل خاک نامرغوب و نامناسب بودن پخش آب در بیشتر نواحی، تنها در ۱۲٪ از سرزمین ایران کشاورزی انجام می‌شود. اما کمتر از یک‌سوم از زمین‌های کشاورزی آبیاری می‌شود و در دیگر موارد، دیم‌کاری می‌شود. دشت آبرفتی (جلگه) رودخانه سفیدرود در شمال و دشت مغان در شمال‌غرب و دشت (جلگه) رودهای کارون، دز و کرخه در خوزستان دارای گستره خاک حاصلخیزتری در برابر دیگر پهنه‌های کشاورزی در ایران به‌شمار می‌روند.

## پیشینه
ایران از نخستین کشورهای جهان است که در آن کشاورزی و زراعت آغاز گردیده است. در قرن اول پیش از میلاد ایرانی‌ها همه درختان میوه‌ای که در یونان کشت می‌شده (به استثنای زیتون) کشت می‌کرده‌اند. با هجوم اسکندر کشاورزی ایران رو به زوال گذاشت و بسیاری از مزارع از بین رفت و این وضع تا زمان به حکومت رسیدن اردشیر بابکان ادامه یافت. ساسانیان به بازسازی قنات‌ها و تشویق و گسترش کشاورزی، باغبانی و دامپروری پرداختند. پس از ساسانیان تا حمله مغول، کشاورزی ایران به تناوب دچار رکود گردید.
کشاورزی با سیستم‌های آبی ممتاز، پایهٔ اقتصاد شاهنشاهی ساسانی و سهم آن در اقتصاد ملی، بیش از بازرگانی بود.
در دوران رضاشاه، پا به پای پیشرفت‌های صنعتی، اجرای برنامه‌های گسترش بخش کشاورزی و دامداری ایران نیز صورت گرفت. کشاورزی سنتی ایران، برای نخستین‌بار مکانیزه شد و اصول کار وارد آن شد. هرچند که مکانیزه‌شدن کشاورزی، سراسری نبود و تنها در نقاطی خاص روی داده است. شبکه‌های آبیاری، بندها و مهارسازی آب، کمک کرد تا سطح کشاورزی در همهٔ نقاط این کشور، به ویژه در استان‌های آذربایجان، خراسان، کردستان، کرمانشاه، گرگان، گیلان، مازندران و اطراف تهران تا چندین برابر افزایش یابد. با استخدام کارشناسان خارجی و خرید ماشین‌آلات کشاورزی، تولید محصولات وابسته در ایران، بیشتر و بهتر گردید.
صنایع وابسته به کشاورزی همانند برنج‌کوبی، کنف سازی، پنبه‌پاک‌کنی، بافندگی، نخ‌ریسی، روغن‌کشی، لبنیات، تولید کنسرو و کمپوت‌سازی، توتون و تنباکو، آب‌میوه و شراب‌سازی و سیگار نیز ایجاد شدند که افزون بر مصرف درون ایران، بخشی نیز به کشورهایی چون آلمان صادر می‌شد. برای بخش آموزشی نیز، دانشکده‌های کشاورزی، دامپروری و دام‌پزشکی بنیان‌گذاری شدند و نخستین سازمان‌های وابسته در ایران، پدید آمدند. سازمان‌های حفظ جنگل و حیوانات، پرورش و صید ماهی، دامداری، اصلاح بذر و غیره ایجاد شدند و در مدت کوتاهی انواع محصولات کشاورزی در ایران کشت شدند و میزان قابل توجهی نیز به صادرات اختصاص یافت. با تشکیل شدن سازمان شیلات و گسترش بخش وابسته به ابریشم، درآمد قابل توجهی نصیب ایران شد. در دوران وی، ایران دارای یک زیربنای صنعتی و کشاورزی واقعی شد و در تولید بیشتر مواد مصرفی و مواد خوراکی به خودکفایی رسید. دست کم تا ابتدای دههٔ ۱۳۴۰، ایران واردکنندهٔ هیچ نوع محصول کشاورزی نبوده است و همهٔ غذای خود را، خود به تولید می‌رساند.
در دوره محمدرضا پهلوی، شاه تصمیم گرفت با اجرای اصلاحات ارضی تحول‌هایی به ویژه در زمینه کشاورزی پدیدآورد. بر پایه این طرح مقرر گشت تغییرات اساسی در میزان و نحوه مالکیت اراضی به ویژه اراضی کشاورزی و مراتع به منظور افزایش بهره‌وری عمومی جامعه پدید آید و زمین‌های کشاورزی بین اهالی ۱۸۰۰۰ روستایی تقسیم شوند.
از شهریورماه ۱۳۲۰ اداره کل کشاورزی به وزارت کشاورزی ترفیع یافت. ایران هفتم آذرماه ۱۳۳۲ عضو فائو گردید. کارشناسان این سازمان بین‌المللی در سال‌های ۱۳۳۲ تا ۱۳۵۰ بخش چشمگیری از ذخایر ژنتیکی گندم، جو و یولاف ایران را تحت عنوان تحقیقات و بررسی گردآوری کرده و ارزیابی نمودند اما سپس آنان را از ایران خارج نموده و به بریتانیا، کانادا و دیگر کشورهای خارجی منتقل کردند.

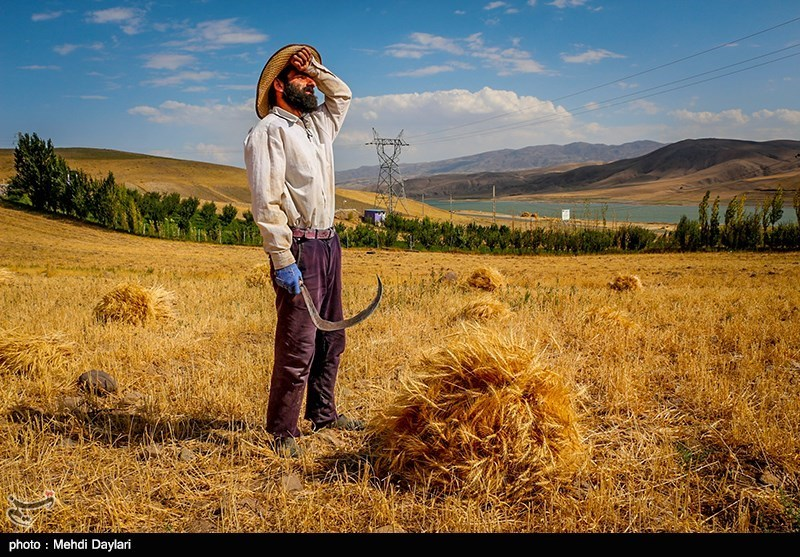
یک کشاورز ایرانی در سال ۱۳۹۶

پس از انقلاب ۱۳۵۷، در کاوش‌های کارشناسان غربی در بخش کشاورزی ایران وقفه‌ای ایجاد گردید اما پس از مدتی دوباره کاوش‌ها ادامه یافت.
بر اساس گزارشی در بی‌بی‌سی فارسی در ژوئن ۲۰۱۵، «مدیریت خام‌دستانهٔ منابع آب» و دستکاری‌هایی چون سدسازی بی‌رویه و بهره‌گیری زیاد از منابع آب، کشاورزی این کشور را تهدید کرده است و از لزوم تعطیلی بخش بزرگی از کشاورزی ایران نوشت. دیدگاه مخالف این، می‌گفت که نیازی به چنین تعطیلی نبوده و با دگرگونی الگوی کشت و اصلاح روش آبیاری، می‌شود کشاورزی ایران را در همان سطح نگه داشت. با این حال، در ادامه اعلام شد که در بهترین شرایط نیز «دست کم چهل درصد از کشاورزی ایران بختی برای بقا ندارد».
خشک‌سالی در این دوره بخشی بزرگ از کارایی و توان کشاورزی را از بین برد؛ به گونه‌ای که بسیاری از روستاهای این کشور که به عنوان قطب کشاورزی و دامپروری شناخته شده بودند، با توجه به بی‌آبی مجبور شدند که به سوی روستاهای پرآب‌تر و شهرها مهاجرت کنند. مرکز پژوهش‌های مجلس شورای اسلامی در این باره اعلام کرده است که با گسترش یافتن خشکسالی در ایران، دوسوم این کشور به مناطق بیابانی تبدیل گشته است. گزارشی در سال ۱۳۹۴ در اقتصاد آنلاین می‌گفت: «در کمتر از ۱۰ تا ۱۵ سال، ۷۰ درصد آب‌های زیرزمینی ایران که طی هزاران سال ذخیره شده، مصرف شده و اکنون فقط ۳۰ درصد این ذخایر باقی مانده‌اند». این گزارش، محدودیت شدید آب، پایین بودن سطح ابزار و ادوات کشاورزی ایران و عدم بهره‌گیری از روش‌های به‌روز و سیستم‌های مکانیزاسیون را از مشکلات کشاورزی در ایران دانست. همچنین به بی‌سوادی یک‌سوم از کشاورزان اشاره کرد و نوشت بخش کشاورزی ایران بالای ۵۰ سال دارند.

## گرسنگی پنهان
گرسنگی پنهان به‌مفهوم عدم احساس گرسنگی به‌دلیل مصرف فراورده‌های نشاسته‌ای سیرکننده اما فاقد توانایی لازم برای برطرف‌کردن همهٔ نیازهای بدن انسان می‌باشد. این پدیده بیشتر به‌صورت کمبود آمینواسیدهای ضروری، کمبود آهن، کمبود ویتامین‌ها و کمبود اسیدهای چرب ضروری در بدن انسان می‌باشد که در بیشتر موارد منجر به انواع بیماری‌ها، اختلالات رشدی، کم‌خونی، کندذهنی، اختلالات روانی، اختلالات عصبی و همچنین آسیب‌پذیری دربرابر میکروب‌های بیماری‌زا می‌گردد.
در ایران اکنون میانگین مصرف گوشت هر ایرانی شش کیلوگرم در سال و برای خانوارهای کارگران سه کیلوگرم در سال است که ۶۰ درصد از میانگین جهانی پایین‌تر و یک‌چهاردهم میانگین میزان مصرف سرانهٔ گوشت در کشورهای توسعه‌یافته است. در لبنیات نیز مصرف سرانهٔ هر ایرانی ۵۰ تا ۶۰ کیلوگرم در سال است که ۷۰ درصد کمتر از میانگین جهانی است. این میزان در کشورهای توسعه‌یافته میان ۲۴۰ کیلوگرم در سال تا ۴۳۰ کیلوگرم در سال متغیر است؛ بنابراین مصرف سرانه در ایران یک‌هشتم تا یک‌پنجم کشورهای توسعه‌یافته می‌باشد.
در مقابل میانگین مصرف سرانهٔ گندم، به‌ازای هر ایرانی سالانه ۱۶۷ کیلوگرم است که سه‌برابر مصرف گندم سرانه در کشورهای توسعه‌یافته است. همچنین میانگین سرانهٔ مصرف برنج در ایران نیز ۳۶ کیلوگرم در سال است که ۶ تا ۶٫۵ برابر سرانهٔ کشورهای اروپایی است.

## بهداشت و سلامت کشاورزی
میزان تولید میوه و کشاورزی در ایران بسیار مستعد (از نظر پیشنیازها و گوناگونی) و در خاورمیانه، این کشور یکی از مهم‌ترین تامین‌کنندگان است اما محصولات آن از نظر سلامت دارای اشکالات جدی هستند. بر پایه آمار سال ۲۰۱۰، برخی از بذرهای اساسی که توسط کودک و مادر نیز مصرف می‌شوند، مستقیماً از کشورهای دیگر همچون فرانسه و اسرائیل وارد شده‌اند و بر پایه همین آمار، کاکائو و بسیاری از دانه‌های وارداتی به ایران که سپس در صنایع غذایی آن کاربرد دارند، از ارزان‌ترین و بی‌گواهینامه‌ترین کالاهای بازار جهانی هستند. عدم رسیدگی لازم برای واردات دانه‌های مصرفی سالم و با کیفیت، در طولانی‌مدت سلامت مردم این کشور را تهدید می‌کند. همچنین واردات بذرهای حساس از کشورهای خارجی در هنگامی که امکانات بررسی این بذرها (از دید ژنتیک، زیستی و اثر بر سلامت و ژن انسان) در ایران وجود ندارد، ممکن است امنیت این کشور را تهدید کند.
در سال ۲۰۲۰، برخی از محصولات خوراکی صادراتی ایران به آلمان به دلیل وجود آلاینده‌هایی با سرطان‌زایی و تاثیر بر ژنتیک انسان، غیرقابل فروش اعلام شدند.

### کودهای شیمیایی
در دهه‌های نخست جمهوری اسلامی به‌ویژه دوران وزارت عیسی کلانتری، ترویج مصرف کودهای ازت و فسفره در ایران توسط وزارت کشاورزی ایران انجام گرفت، اما با وجود اهمیت کاربرد درست کودهای شیمیایی، در میان کشاورزان ایرانی تنها استفاده از کودهای نیتروژنه (مانند اوره و آمونیوم) و کودهای فسفره آن‌هم به‌صورت نامتناوب و یکباره رایج است؛ که عدم مصرف کودهای پتاس و عدم مصرف کودهای ریزمغذی (مانند آهن)، منجر به عدم جذب متوازن کودها نسبت به نیاز گیاه، و بالطبع افت بسیار شدید عملکرد محصولات کشاورزی ایران، به‌علاوه انباشت کودهای نیتروژنه در بافت گیاهان به‌صورت خام و مصرف‌نشده (تجمع نیترات) گردیده که خود منجر به نارسایی‌های گوارشی و حتی سرطان در مصرف‌کنندگان و مرجوعی بسیاری از محصولات کشاورزی ایران از بازارهای صادراتی گشته است.

### سموم شیمیایی
برای مصرف سمومی مانند آفت‌کش‌ها و قارچ‌کش‌ها دوره‌ای تحت عنوان دوره کارنس تعریف می‌شود که دیرترین زمان مصرف سم تا برداشت را نشان می‌دهد و برروی بسته‌بندی این محصولات درج می‌گردد؛ به‌طور مثال اگر سمی دارای دوره کارنس ۲۰ روزه است، دیرترین زمانی که می‌توان اقدام به مصرف آن در مزرعه، باغ یا گلخانه نمود، ۲۱ روز تا برداشت است و در این مدت نباید محصول برداشت شده تا بقایای آن سم در گیاه زنده، تجزیه شده و به مقدار ناچیز برسد. اما در ایران بنابر گزارش‌ها دوره کارنس به‌ندرت مراعات شده و کشاورزان در این زمینه آموزشی ندیده‌اند، به‌علاوه سموم نیز دارای استانداردهای جهانی نیستند؛ درنتیجه محصولات کشاورزی دارای بقایای سموم بالایی می‌باشند که بدون نظارت بازرس و انجام آزمایش‌های کیفی و بهداشتی وارد بازار مصرف می‌گردند.

### آنتی‌بیوتیک‌ها
برای مصرف آنتی‌بیوتیک‌ها در پرورش دام، طیور، آبزیان و زنبورعسل استانداردهایی علمی مانند دوره پرهیز یا همان دوره منع مصرف تعیین شده است که پیش از سپری‌شدن زمان منع مصرف، دامپزشک نباید اجازه ارسال دام و طیور به کشتارگاه یا مصرف شیر و دیگر فراورده‌های جانوری را بدهد. به‌علاوه از آنتی‌بیوتیک در ایران به‌عنوان محرک رشد در تولید محصولات دام، طیور، آبزیان و زنبورعسل نیز استفاده می‌شود که در ادبیات عامه به‌اشتباه به‌نام گوشت و مرغ هورمونی شناخته شده است. اما در بسیاری از کشورها و مناطق توسعه‌یافته مانند اتحادیه اروپا، به‌کارگیری آنتی‌بیوتیک به‌عنوان محرک رشد گیاه یا جانور ممنوع است. از زیان‌های عدم رعایت دوره پرهیز و به‌کارگیری آنتی‌بیوتیک‌ها به‌عنوان محرک رشد، می‌توان به افزایش تولید هورمون‌های رشد و مردانه در بدن مصرف‌کنندگان، ایجاد مقاومت‌های آنتی‌بیوتیکی و ابتلا به سرطان در آنان اشاره کرد. در پژوهش‌های انجام‌شده، باقی‌مانده آنتی‌بیوتیکی تخم‌مرغ تا حدود ۱۲ تا ۱۴ درصد بالاتر از حد مجاز و رسوب آنتی‌بیوتیکی شیر تا ۳۰ درصد بالاتر از حد مجاز نیز، در برخی استان‌های ایران گزارش شده است.

### پسا برداشت
آلوده‌شدن محصولات کشاورزی و دامپروری ایران به توکسین‌های بسیار خطرناک و سرطان‌زا مانند آفلاتوکسین که توسط میکروب‌های گنده‌رو تولید می‌شوند، نیز به‌دلیل عدم رعایت اصول علم پسابرداشت در هنگام برداشت گیاه، کشتار یا دوشش دام، ترابری، نگهداری یا فرآوری تولیدات گیاهی و جانوری در صنایع تبدیلی؛ یکی دیگر از مسائل ترویجی کشاورزی است که توجهی در ایران بدان نشده است.

## دامداری و دامپروری
میزان دامداری و دامپروری در ایران نیز قابل توجه است. از میان دام‌های این کشور، گوسفندان شمار بسیاری دارند و نسبت به بقیه، بیشترند و به دنبال آنان بز، گاو، شتر، اسب، گاومیش و قاطر قرار دارند. یکی از بخش‌های دارای رشد بالا، مرغ‌داری‌ها هستند که زیرساخت آنان، به سرعت رشد کرده است. چهرهٔ صنعت مربوط، اکنون به شکل چشمگیری تغییر یافته است؛ به گونه‌ای که همهٔ فرایند زنجیرهٔ تأمین، می‌تواند در خود کشور انجام شود.
ایران همچنین صنایع لبنی بزرگی دارد و به عنوان نمونه، در سال ۲۰۰۶ م، نزدیک به دو میلیون تن دانه علوفه وارد کرد. پرورش خوک نیز به دلیل قوانین اسلامی در ایران ممنوع بوده است.

## تولید و مصرف

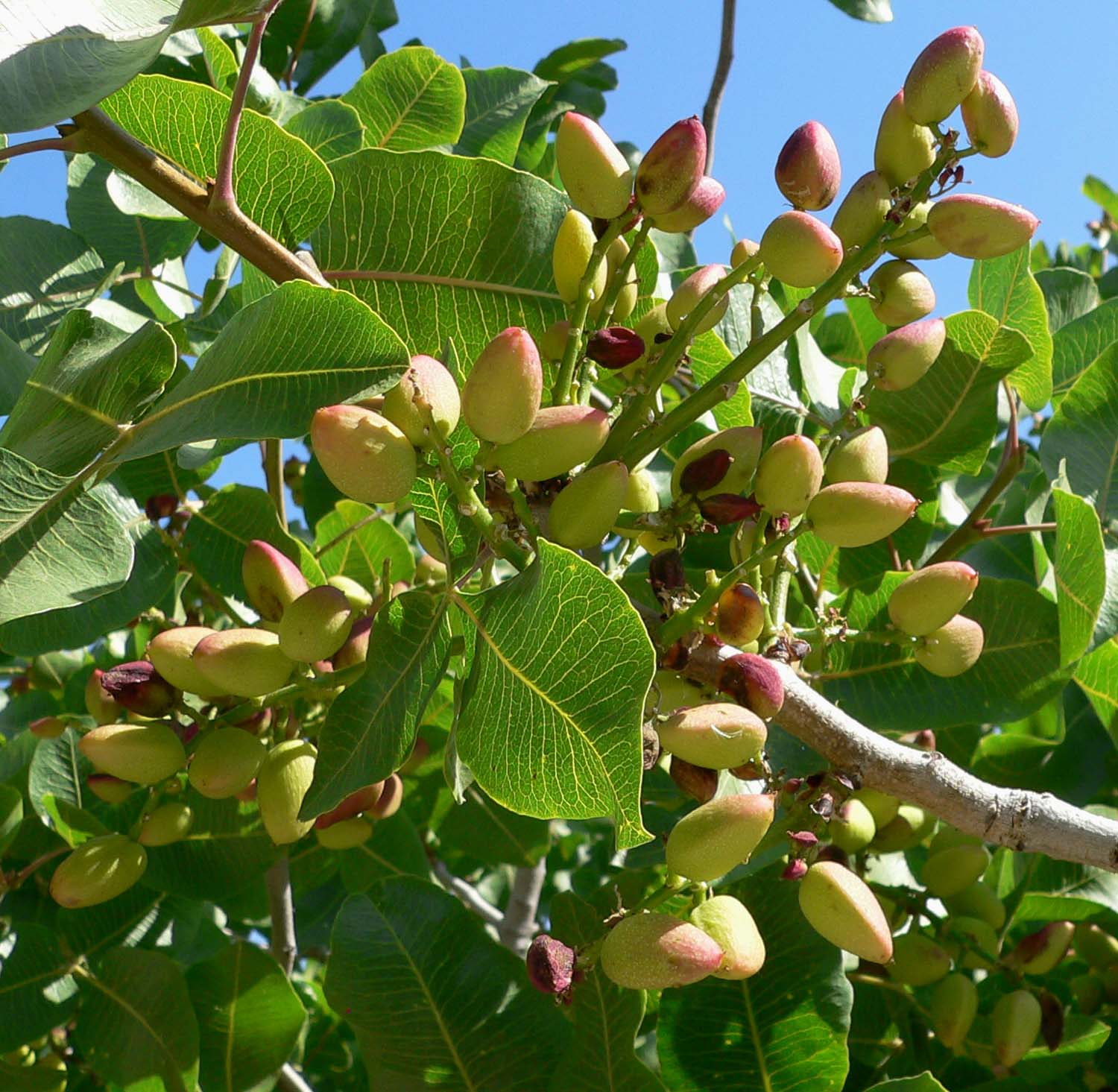
درخت پسته در کرمان

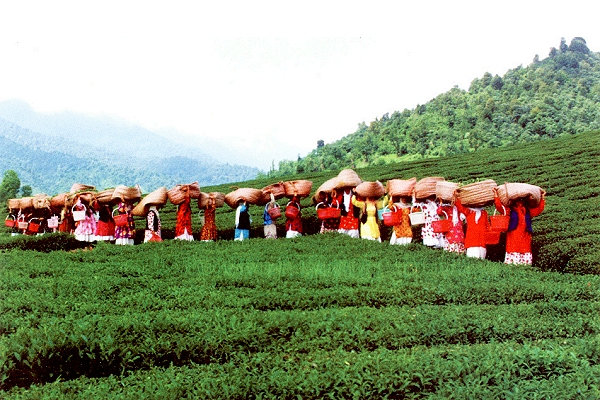
یک مزرعه چای در لاهیجان در هنگام برداشت چای، شمال ایران

| کالا                                   | ارزش بین‌المللی؛ x$۱۰۰۰ | اندازه (برحسب تن) |
| -------------------------------------- | ---------------------- | ----------------- |
| شیر                                    | ۱٬۷۱۵٬۳۱۳              | ۶٬۵۰۰٬۰۰۰         |
| انگور                                  | ۱٬۳۹۱٬۷۰۰              | ۲٬۹۰۰٬۰۰۰         |
| گوجه فرنگی                             | ۱٬۱۸۴٬۶۵۰              | ۵٬۰۰۰٬۰۰۰         |
| گندم                                   | ۱٬۱۶۹٬۶۰۳              | ۱۵٬۰۰۰٬۰۰۰        |
| سیب                                    | ۷۶۴٬۰۰۵                | ۲٬۶۶۰٬۰۰۰         |
| پسته                                   | ۷۶۰٬۱۸۴                | ۲۳۰٬۰۰۰           |
| سیب‌زمینی                               | ۷۲۹٬۶۰۱                | ۴٬۵۰۰٬۰۰۰         |
| تخم‌مرغ                                 | ۵۴۳٬۵۴۳                | ۷۱۱٬۰۰۰           |
| برنج                                   | ۴۷۱٬۱۳۵                | ۲٬۸۰۰٬۰۰۰         |
| پرتقال                                 | ۴۰۴٬۲۰۲                | ۲٬۳۰۰٬۰۰۰         |
| هندوانه                                | ۳۴۴٬۰۹۱                | ۳٬۳۰۰٬۰۰۰         |
| تره‌بار                                 | ۳۲۸٬۳۸۷                | ۱٬۷۵۰٬۰۰۰         |
| خرما                                   | ۳۱۳٬۴۷۰                | ۱٬۰۰۰٬۰۰۰         |
| پیاز                                   | ۳۱۳٬۲۹۳                | ۱٬۷۰۰٬۰۰۰         |
| خیار و خیار ترشی                       | ۲۹۰٬۱۴۶                | ۱٬۷۲۰٬۰۰۰         |
| چغندر قند                              | ۲۴۳٬۹۵۹                | ۵٬۳۰۰٬۰۰۰         |
| میوه                                   | ۲۲۳٬۳۱۴                | ۱٬۴۰۰٬۰۰۰         |
| طالبی                                  | ۲۱۸٬۰۹۱                | ۱٬۲۳۰٬۰۰۰         |
| آجیل (مخلوط پسته. بادام. تخمه. نخودو…) | ۲۰۸٬۵۰۶                | ۱۷۰٬۰۰۰           |
| گیلاس                                  | ۱۹۶٬۳۱۷                | ۲۲۵٬۰۰۰           |

## آبیاری و زمین‌های زیر کشت
ثبت جهانی نظام کشاورزی مبتنی بر قنات به عنوان سیستم مهم کشاورزی، ایران را به عنوان نخستین و تنها کشور دارای میراث ثبت شده در منطقهٔ خاورمیانه و کشورهای عضو اکو تبدیل کرده است. با وجود اینکه ایران کشور وسیعی است، روی‌هم‌رفته خاک ایران برای کشاورزی در ابعاد بزرگ آنچنان مناسب نیست. تنها ۱۲٪ از مساحت ایران یعنی کمتر از ۲۰۰ هزار کیلومتر مربع تحت عملیات کشاورزی است. هنوز ۶۳٪ زمین‌های با ظرفیت کشت و زرع دست نخورده هستند. در ایران از ۵۰٪ تا ۶۰٪ ظرفیت و استعداد زمین‌هایی که تحت عملیات کشاورزی است (۱۸۵ هزار کیلومتر مربع) استفاده می‌گردد. در ایران هم زمین‌های نیاز به آبیاری و هم زمین‌های باران-سیر وجود دارد.
زمین‌های زیر کشت ایران در حدود شانزده میلیون هکتار برآورد می‌شود و از این زمین‌ها حدود نیمی از آن کشت آبی و نیمی دیگر به صورت دیم کشت می‌شود.
|                   | مارس ۲۰۰۱ | مارس ۲۰۰۳ | مارس ۲۰۰۵ | مارس ۲۰۰۷ | مارس ۲۰۰۸ | مارس ۲۰۰۹ | مارس ۲۰۱۰ | مارس ۲۰۱۱ |
| ----------------- | --------- | --------- | --------- | --------- | --------- | --------- | --------- | --------- |
| تولید (میلیون تن) | ۶۵        | ۸۰        | ۸۷        | ۹۷        | ۹۲        | ۷۰        | ۹۱        | ۹۹        |
| بارش (میلی‌متر)    | ۵۲        | ۷۰        | ۶۹        | ۶۲        | ۷۵        | ۵۱        | ۶۱        | ۶۹        |

## صادرات و واردات
کاربری اراضی کشاورزی در ایران

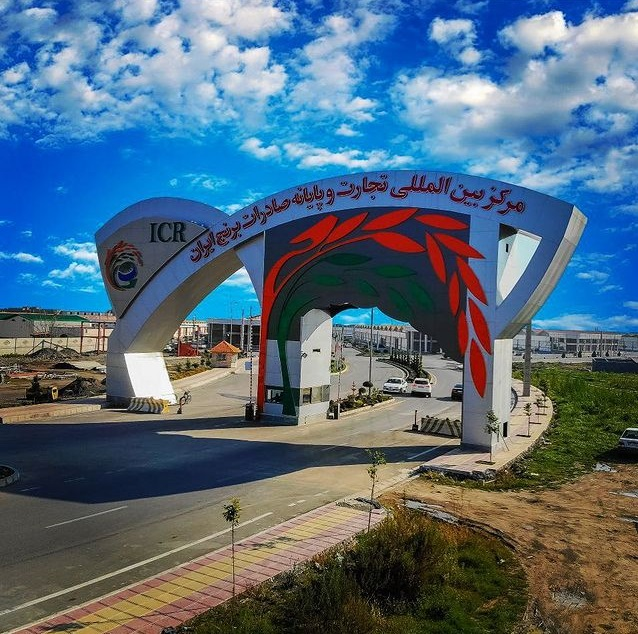
مرکز بین المللی تجارت و پایانه صادرات برنج ایران

ارزش تجارت محصولات غذایی و کشاورزی ایران در سال ۱۳۹۲–۱۳۹۱ بالغ بر ۱۸ میلیارد و ۴۱۲ میلیون دلار بوده و از این مقدار ۵٫۲ میلیارد دلار مربوط به صادرات غذایی و کشاورزی و ۱۳ میلیارد و ۲۱۴ میلیون دلار نیز مربوط به واردات محصولات غذایی و کشاورزی کشور بوده است.
۱۰ محصول عمده صادرات غذایی و کشاورزی کشور در سال ۱۳۹۲–۱۳۹۱ به شرح زیر بوده است: انواع پسته خندان (۷۰۶٫۳ میلیون دلار)، رب گوجه فرنگی (۱۶۹٫۹ میلیون دلار)، مغز پسته تازه یا خشک (۱۵۱٫۴ میلیون دلار)، ماست بجز فراورده‌های تغذیه کودکان شیرخوار (۱۴۴٫۷ میلیون دلار)، بستنی و سایر شربتهای یخ‌زده حتی دارای کاکائو (۱۴۰٫۹ میلیون دلار)، شیرینی همچنین شکلات سفید بدون کاکائو (۱۳۷٫۸ میلیون دلار)، تیزابی بی‌دانه انگور خشک کرده (۱۳۳٫۶ میلیون دلار)، هندوانه (۱۳۰٫۱ میلیون دلار)، بیسکویتهایی که به آن‌ها مواد شیرین‌کننده افزوده‌اند (۱۲۷٫۲ میلیون دلار) و پنیر (۱۲۵٫۱ میلیون دلار) و کیوی ( ۱۰۲,۴ ملیون دلار ) در سال ۱۴۰۲ .ایران با دستیابی به دانش «پروتکل تولید انبوه پایه‌های سیب مالینگ از طریق کشت بافت» جزو ۷ کشور دنیا قرار گرفته و با معرفی پایه‌های جدید تولید سیب درختی ایران می‌تواند به یکی از بزرگ‌ترین صادرکننده‌های سیب دنیا تبدیل شود، بالاترین میانگین تولید سیب مالینگ در دنیا متعلق به کشور اتریش با ۸۴ تن در هکتار است.
۱۰ محصول عمده واردات غذایی و کشاورزی کشوردر سال ۱۳۹۲–۱۳۹۱ به شرح زیر بوده است: برنج (۲٫۳ میلیارد دلار)، کنجاله سویا (۱٫۸۲۷ میلیارد دلار)، دانه ذرت دامی (۱٫۵۲۶ میلیارد دلار)، دانه سخت گندم (۱٫۲۷۳ میلیارد دلار)، شکر تصفیه نشده (۸۳۲٫۲ میلیون دلار)، روغن خام سویا (۷۶۵٫۶ میلیون دلار)، پالم اولئین (۶۳۷٫۸ میلیون دلار)، قطعات گوشت بی استخوان یخ زده از نوع گاو (۳۷۸٫۶ میلیون دلار)، موز سبز تازه یا خشک کرده (۳۵۲٫۸ میلیون دلار) و کره بسته‌بندی شده به صورت بسته‌های بیش از ۵۰۰ گرم (۲۶۸٫۲ میلیون دلار).

## آمارهای دیگر
سطح کشت محصولات سالانه در ایران
بر پایهٔ آمار سال ۱۳۹۳، مساحت زمین‌های زراعی ایران برابر با ۱۴ میلیون و ۶۸۷ هزار هکتار است که ۵ میلیون و ۹۹۷ هزار هکتار آن به روش آبی و دیگر زمین‌ها، با روش دیم، کشت می‌شوند. بیشترین اراضی زراعی این کشور، به ترتیب، در استان‌های خوزستان، خراسان رضوی، فارس، کرمان و اصفهان قرار گرفته‌اند و ۶ درصد از زمین‌های زراعی ایران، زیر کشت محصولات سالانه و بقیه تحت آیش هستند.
بر اساس آماری در دههٔ ۱۳۹۰، از کل زمین‌های زراعی ایران، ۵۶ درصد زیر کشت گندم، ۱۸ درصد زیر کشت جو، ۳ درصد زیر کشت برنج و ۲۳ درصد زیر کشت دیگر محصولات هستند. دیگر محصولات، به ترتیب درصد کشت، شامل مواردی چون یونجه، گوجه‌فرنگی، گونه‌های سبزیجات، خیار، نخود و لوبیا، زعفران، سیب‌زمینی و پیاز می‌شود.
بر پایهٔ گزارشی در سال ۱۳۹۹ و بنابر اطلاعات فائو، ایران از ده کشور بزرگ جهان در تولید محصولات کشاورزی بوده است. بنابر گفتهٔ کارشناسان فائو، ایران توانایی تولید و تأمین کل نیاز داخلی و کشورهای پیرامون خود به محصولات کشاورزی را دارد و می‌تواند نیاز کشورهای هم‌مرز با خلیج فارس را نیز برآورده کند. با این حال، کشاورزی ایران، برای دسترسی به آب در نبرد است.
تولیدات کشاورزی از ۹۶٫۸ میلیون تن در سال ۱۳۹۲ با ۶/۶ درصد رشد به بیش از ۱۰۳ میلیون تن در سال ۱۳۹۳ رسیده است. ارزش صادرات محصولات کشاورزی و صنایع غذایی از ۶/۵ میلیارد دلار در سال ۹۳ به ۵/۶ میلیارد دلار در سال ۹۴ رسید. تولید محصولات کشاورزی در سال ۹۴ از ۱۰۳ میلیون تن به ۱۱۲ میلیون تن رسید.
دو محصول سیب درختی و زعفران با داشتن ۴۲ درصد و ۱۴ درصد بیشترین سهم از سلف‌فروشی را به خود اختصاص داده‌اند.
در سال‌های اخیر، برنامه‌های مشترکی بین نهادهای اجرایی و وزارت جهاد کشاورزی برای توسعه بخش کشاورزی اجرا شده است. از جمله در خرداد ۱۴۰۴، ستاد اجرایی فرمان امام در طرح‌های «جهش تولید برنج» در شمال کشور و «افزایش تولید گوشت قرمز» در دامداری‌های روستایی و عشایری مشارکت داشته که بر اساس گزارش‌ها، شامل پوشش ۵.۲ میلیون هکتار از اراضی کشاورزی و بهره‌مندی ۵۱۰ هزار کشاورز بوده است.

## مانع‌ها و چالش‌ها
بر پایهٔ گزارشی در اسفند ۱۳۹۸، کشاورزی ایران با سه چالش کاهش یافتن سطح زیر کشت، نیاز به الگوی کشت درخور و نیاز به هماهنگی با تغییرهای اقلیمی روبه‌رو شده است. همچنین در این گزارش اعلام شد که دولت این دوره در معرفی کردن کشت جایگزین به کشاورزان، ناتوان بوده است.